# Chiesa di Santa Maria Maddalena (Milano)
La chiesa di Santa Maria Maddalena era una chiesa di Milano. Situata nell'attuale corso Italia, la chiesa fu soppressa assieme all'annesso convento nel 1798.

## Storia
Le prime notizie della chiesa e l'annesso monastero vengono fornite attorno al 1500, quando le "monache del Paradiso", monache dell'ordine di Sant'Agostino si trasferirono nell'area occupata dalle chiese di San Biagio e Sant'Ippolito da un vecchio monastero nella vicina contrada della Maddalena (oggi via Maddalena), ormai angusto per contenere le sempre più numerose monache.
Circa un secolo dopo l'insediamento le monache inglobarono la piazzetta che si formava davanti alle vecchie chiese, poi demolite per costruire la nuova chiesa del monastero.

## Architettura
La nuova chiesa fu costruita a partire dal 1594 e presentava una facciata monumentale, costruita solo nel 1721 su disegno di Giovanni Ruggeri, divisa in due partiture orizzontali: quella inferiore era divisa in cinque partiture verticali scandite da lesene di ordine corinzio, di cui le più esterne decorate con delle nicchie e quella centrale decorata dall'unico portale d'ingresso. L'ordine superiore, più stretto, presentava solo tre partiture ognuna decorata da un finestrone, mentre le cornici della facciata, così come degli edifici circostanti che formavano una piazzetta antistante alla chiesa, erano decorati con statue. Sopra il portale d'ingresso vi era un scolpito un busto della titolare della chiesa con l'iscrizione "DILEXIT MULTUM"
All'interno erano presente due cappelle per lato, oltre all'altare maggiore, riccamente decorato con marmi e statue scolpite di tale Mauro Milanese e dalla pala d'altare dell'Apparizione di Cristo alla Maddalena in figura di Ortolano di Fede Galizia, mentre ai lati vi erano quattro quadri delle Azioni di Santa Maria Maddalena di Agostino Santagostino. Nelle cappelle laterali si possono elencare le seguenti opere:
- San Pietro che riceve le chiavi dal Divino Maestro di Camillo Procaccini
- Santa Teresa rapita in estasi con gloria di Angeli del Montalto
- Santi Biagio e Ippolito di Luigi Scaramuccia
- San Tommaso da Villanova di Ercole Procaccini

La volta della chiesa era affrescata da Giovan Battista Della Rovere detto il Fiammenghino, mentre vengono menzionate altre opere non meglio precisate di vari pittori tra cui Federico Panza, Federico Bianchi e Andrea Lanzani.